# 沿道サービス施設
沿道サービス施設（えんどうサービスしせつ）とは、開発許可制度において、市街化調整区域内であっても、道路の円滑な交通を確保するために適切な位置に設けられる道路管理施設、休憩所又は給油所等である建築物等であって、開発許可等の対象となるもののことである。

## 概要
沿道サービス施設は都市計画法第34条第9号に規定されており、市街化調整区域内であっても、基準に定める要件を満たせば、開発許可又はいわゆる「建築許可」を受けて、開発行為や建築行為を行うことができる。
具体的な建築物の用途は、次に掲げるとおりである。
- 道路管理施設：高速自動車国道等において、その道路の維持、修繕その他の管理を行うために道路管理者が設置するもの
- 休憩所：自動車の運転者の休憩のための施設（宿泊施設は含まない）であり、いわゆるドライブインで適切な規模のもの（例えば、レストラン、食堂、喫茶店等が該当する。）
- 給油所：ガソリンスタンド、自動車用液化石油ガススタンド、自動車用天然ガス燃料供給施設、自動車用水素スタンド、自動車用充電設備施設等

## 参考
沿道サービス施設の許可の対象となる道路の路線については、道路の種別（国道、県道等）、幅員、車線数、交通量等の言葉による規定のみにより定める地方自治体が多いが、その路線の範囲をあらかじめ具体的に区域図等を用いて定め、公開している地方自治体もある。